# Saison 2022-2023 du Stade rochelais
Cette page présente la saison 2022-2023 du Stade rochelais en Top 14, en Champions Cup et au Supersevens.

## Effectif
L'ensemble de l'effectif pour la saison 2022/2023 du Stade rochelais.
| Poste            | Nom                          | Autre(s) poste(s)                   | Naissance         | Nationalité sportive | Sélections (points marqués) | Dernier club          | Arrivée au club (année) | Joueur issu des filières de formation (JIFF) |
| ---------------- | ---------------------------- | ----------------------------------- | ----------------- | -------------------- | --------------------------- | --------------------- | ----------------------- | -------------------------------------------- |
| Pilier gauche    | Léo Aouf                     | Pilier droit / Talonneur            | 25 février 1997   | France               | -                           | Stade poitevin rugby  | 2015                    | ✔️                                           |
| Pilier gauche    | Thierry Paiva                | -                                   | 19 novembre 1995  | France               | -                           | Union Bordeaux Bègles | 2022                    | ✔️                                           |
| Pilier gauche    | Hayden Thompson-Stringer     | -                                   | 29 décembre 1994  | Angleterre           | -                           | CA Brive              | 2023                    | ❌                                           |
| Pilier gauche    | Reda Wardi                   | -                                   | 2 août 1995       | France               | 7 (0)                       | AS Béziers            | 2019                    | ✔️                                           |
| Talonneur        | Pierre Bourgarit             | -                                   | 12 septembre 1997 | France               | 7 (5)                       | FC Auch               | 2017                    | ✔️                                           |
| Talonneur        | Samuel Lagrange              | -                                   | 23 janvier 1997   | France               | -                           | Formé au club         | 2012                    | ✔️                                           |
| Talonneur        | Quentin Lespiaucq            | -                                   | 16 février 1995   | France               | -                           | Section paloise       | 2022                    | ✔️                                           |
| Pilier droit     | Uini Atonio                  | Deuxième ligne                      | 26 mars 1990      | France               | 50 (5)                      | Counties Manukau      | 2011                    | ❌                                           |
| Pilier droit     | Georges-Henri Colombe Reazel | -                                   | 9 avril 1998      | France               | -                           | Racing 92             | 2022                    | ✔️                                           |
| Pilier droit     | Joel Sclavi                  | Pilier gauche                       | 25 juin 1994      | Argentine            | 9 (0)                       | Jaguares XV           | 2021                    | ❌                                           |
| Deuxième ligne   | Ultan Dillane                | Troisième ligne                     | 9 novembre 1993   | Irlande              | 15 (5)                      | Connacht Rugby        | 2022                    | ❌                                           |
| Deuxième ligne   | Thomas Lavault               | -                                   | 3 mai 1999        | France               | 2 (0)                       | Formé au club         | 2016                    | ✔️                                           |
| Deuxième ligne   | Thomas Ployet                | -                                   | 12 décembre 2001  | France               | -                           | Formé au club         | 2017                    | ✔️                                           |
| Deuxième ligne   | Rémi Picquette               | -                                   | 23 février 1995   | France               | -                           | RC Vannes             | 2014 puis 2021          | ✔️                                           |
| Deuxième ligne   | Romain Sazy                  | Troisième ligne                     | 18 octobre 1986   | France               | -                           | US Montauban          | 2010                    | ✔️                                           |
| Deuxième ligne   | William Skelton              | -                                   | 3 mai 1992        | Australie            | 25 (10)                     | Saracens              | 2020                    | ❌                                           |
| Troisième ligne  | Grégory Alldritt             | -                                   | 23 mars 1997      | France               | 40 (20)                     | FC Auch               | 2016                    | ✔️                                           |
| Troisième ligne  | Paul Boudehent               | -                                   | 21 novembre 1999  | France               | -                           | Formé au club         | 2017                    | ✔️                                           |
| Troisième ligne  | Rémi Bourdeau                | -                                   | 27 février 1992   | France               | -                           | AS Béziers            | 2018                    | ✔️                                           |
| Troisième ligne  | Noé Della Schiava            | -                                   | 28 février 2002   | France               | -                           | Formé au club         | 2019                    | ✔️                                           |
| Troisième ligne  | Matthias Haddad              | -                                   | 10 mars 2001      | France               | -                           | Formé au club         | 2016                    | ✔️                                           |
| Troisième ligne  | Kyle Hatherell               | Deuxième ligne                      | 4 mars 1995       | Afrique du Sud       | -                           | Worcester Warriors    | 2022                    | ❌                                           |
| Troisième ligne  | Yoan Tanga Mangene           | -                                   | 29 novembre 1996  | France               | 2 (0)                       | Racing 92             | 2022                    | ✔️                                           |
| Demi de mêlée    | Thomas Berjon                | -                                   | 12 avril 1998     | France               | -                           | Formé au club         | 2010                    | ✔️                                           |
| Demi de mêlée    | Tawera Kerr-Barlow           | -                                   | 15 août 1990      | Nouvelle-Zélande     | 28 (10)                     | Chiefs                | 2017                    | ❌                                           |
| Demi de mêlée    | Jules Le Bail                | Demi d'ouverture                    | 9 février 1992    | France               | -                           | RC Vannes             | 2010 puis 2020          | ✔️                                           |
| Demi d'ouverture | Harry Glynn                  | -                                   | 22 août 2001      | Angleterre           | -                           | Formé au club         | 2020                    | ❌                                           |
| Demi d'ouverture | Antoine Hastoy               | Arrière                             | 4 juin 1997       | France               | 2 (0)                       | Section paloise       | 2022                    | ✔️                                           |
| Demi d'ouverture | Pierre Popelin               | Arrière                             | 23 juin 1995      | France               | -                           | RC Vannes             | 2013 puis 2021          | ✔️                                           |
| Centre           | Levani Botia                 | Troisième ligne                     | 14 mars 1989      | Fidji                | 23 (30)                     | Namosi                | 2014                    | ❌                                           |
| Centre           | Pierre Boudehent             | Ailier                              | 6 février 1998    | France               | VII 42 (79)                 | Formé au club         | 2015                    | ✔️                                           |
| Centre           | Jonathan Danty               | -                                   | 7 octobre 1992    | France               | 18 (15)                     | Stade français        | 2021                    | ✔️                                           |
| Centre           | Jules Favre                  | Ailier                              | 22 mars 1999      | France               | -                           | Formé au club         | 2017                    | ✔️                                           |
| Centre           | Victor Olivier               | -                                   | 31 août 2001      | France               | -                           | Formé au club         | 2006                    | ✔️                                           |
| Centre           | Ulupano Seuteni              | Demi d'ouverture / Ailier / Arrière | 9 décembre 1993   | Samoa                | 9 (16)                      | Union Bordeaux Bègles | 2022                    | ✔️                                           |
| Ailier           | Martin Alonso Munoz          | -                                   | 2 décembre 1999   | Espagne              | 3 (0)                       | ASM Clermont          | 2019                    | ✔️                                           |
| Ailier           | Dillyn Leyds                 | Demi d'ouverture / Arrière          | 12 septembre 1992 | Afrique du Sud       | 10 (5)                      | Stormers              | 2020                    | ❌                                           |
| Ailier           | Raymond Rhule                | Centre                              | 6 novembre 1992   | Afrique du Sud       | 7 (5)                       | FC Grenoble           | 2020                    | ❌                                           |
| Ailier           | Teddy Thomas                 | -                                   | 18 septembre 1993 | France               | 28 (75)                     | Racing 92             | 2022                    | ✔️                                           |
| Arrière          | Brice Dulin                  | -                                   | 13 avril 1990     | France               | 36 (48)                     | Racing 92             | 2020                    | ✔️                                           |
| Arrière          | Thibault Rabourdin           | Demi de mêlée / Demi d'ouverture    | 20 janvier 2001   | France               | -                           | Formé au club         | 2007                    | ✔️                                           |

| Légende                                                                             |
| Joueurs espoirs intégrés au vestiaire professionnel pour l'intégralité de la saison |

### Joueurs arrivés en cours de saison
| Nom                      | Poste           | Autre(s) poste(s) | Naissance        | Nationalité sportive | Sélections (points marqués) | Nature de l'arrivée | Dernier club       | Mois d'arrivée | Mois de départ |
| ------------------------ | --------------- | ----------------- | ---------------- | -------------------- | --------------------------- | ------------------- | ------------------ | -------------- | -------------- |
| Kyle Hatherell           | Troisième ligne | Deuxième ligne    | 4 mars 1995      | Afrique du Sud       | -                           | Joueur additionnel  | Worcester Warriors | Octobre 2022   | Juin 2023      |
| Hayden Thompson-Stringer | Pilier gauche   | -                 | 29 décembre 1994 | Angleterre           | -                           | Joueur additionnel  | CA Brive           | Janvier 2023   | Juin 2023      |

## Staff sportif
Le staff sportif complet du Stade rochelais pour la saison 2022-2023 :

### Entraîneurs
| Nom               | Rôle                                   | Nationalité sportive | Ancien club entraîné | Ancien joueur du club | Année d'arrivée dans le staff          |
| ----------------- | -------------------------------------- | -------------------- | -------------------- | --------------------- | -------------------------------------- |
| Ronan O'Gara      | Manager                                | Irlande              | Crusaders            | ❌                    | 2019                                   |
| Sébastien Boboul  | Entraîneur des arrières                | France               | -                    | ✔️                    | 2012 (espoirs) - 2020 (professionnels) |
| Romain Carmignani | Entraîneur des avants                  | France               | Limoges rugby        | ✔️                    | 2018 (espoirs) - 2020 (professionnels) |
| Donnacha Ryan     | Entraîneur des avants                  | Irlande              | -                    | ❌                    | 2021                                   |
| Gurthrö Steenkamp | Entraîneur adjoint, chargé de la mêlée | Afrique du Sud       | Colomiers rugby      | ❌                    | 2021                                   |

| - Ludovic Humetz (responsable médical) - Pierre Guérin (médecin) - Franck Victor (médecin) - Lylian Barthuel (kinésithérapeute) - Thierry Lévèque (kinésithérapeute) - Dominique Merlande (ostéopathe) | - Philippe Gardent (responsable) - Tommaso Boldrini - Thibaud Hugueny |

| - Florent Agounine (vidéo et performance) - Matthieu Leroy (vidéo et statistiques) | - Frédéric Sarthou (indendant) - Arnaud Dorier (responsable des opérations) |

## Calendrier et résultats

### Top 14

#### Résumé
Les matches du Stade rochelais pour la saison de Top 14 2022-2023 :
| Date                   | Heure      | Domicile              | Score   | Extérieur             | Stade                  | Diffusion TV    | Journée                | Classement |
| ---------------------- | ---------- | --------------------- | ------- | --------------------- | ---------------------- | --------------- | ---------------------- | ---------- |
| Phase aller du Top 14  |            |                       |         |                       |                        |                 |                        |            |
| 3 septembre 2022       | 21:05 CEST | Stade rochelais       | 26 - 22 | Montpellier HR        | Stade Marcel-Deflandre | Canal+          | 1re journée de Top 14  | 5e         |
| 10 septembre 2022      | 15:00 CEST | LOU rugby             | 21 - 23 | Stade rochelais       | Matmut Stadium Gerland | Canal+          | 2e journée de Top 14   | 2e         |
| 17 septembre 2022      | 17:00 CEST | Stade rochelais       | 43 - 8  | USA Perpignan         | Stade Marcel-Deflandre | Rugby+          | 3e journée de Top 14   | 1e         |
| 25 septembre 2022      | 21:05 CEST | ASM Clermont          | 22 - 13 | Stade rochelais       | Stade Marcel-Michelin  | Canal+          | 4e journée de Top 14   | 3e         |
| 1er octobre 2022       | 21:05 CEST | Stade rochelais       | 24 - 19 | Racing 92             | Stade Marcel-Deflandre | Canal+          | 5e journée de Top 14   | 2e         |
| 8 octobre 2022         | 17:00 CEST | Aviron bayonnais      | 29 - 13 | Stade rochelais       | Stade Jean-Dauger      | Rugby+          | 6e journée de Top 14   | 3e         |
| 16 octobre 2022        | 21:05 CEST | Stade rochelais       | 32 - 5  | RC Toulon             | Stade Marcel-Deflandre | Canal+          | 7e journée de Top 14   | 2e         |
| 23 octobre 2022        | 21:05 CEST | Stade toulousain      | 26 - 17 | Stade rochelais       | Stade Ernest-Wallon    | Canal+          | 8e journée de Top 14   | 3e         |
| 29 octobre 2022        | 17:00 CEST | Stade rochelais       | 21 - 38 | Section paloise       | Stade Marcel-Deflandre | Rugby+          | 9e journée de Top 14   | 3e         |
| 5 novembre 2022        | 15:00 CET  | CA Brive              | 17 - 19 | Stade rochelais       | Stade Amédée-Domenech  | Canal+ Sport    | 10e journée de Top 14  | 2e         |
| 26 novembre 2022       | 15:00 CET  | Stade rochelais       | 53 - 7  | Castres olympique     | Stade Marcel-Deflandre | Rugby+          | 11e journée de Top 14  | 2e         |
| 3 décembre 2022        | 21:05 CET  | Stade français Paris  | 27 - 14 | Stade rochelais       | Stade Jean-Bouin       | Canal+          | 12e journée de Top 14  | 4e         |
| 23 décembre 2022       | 18:45 CET  | Stade rochelais       | 8 - 12  | Union Bordeaux Bègles | Stade Marcel-Deflandre | Canal+ Sport    | 13e journée de Top 14  | 5e         |
| Phase retour du Top 14 |            |                       |         |                       |                        |                 |                        |            |
| 31 décembre 2022       | 17:00 CET  | USA Perpignan         | 10 - 29 | Stade rochelais       | Stade Aimé-Giral       | Canal+ Sport    | 14e journée de Top 14  | 3e         |
| 7 janvier 2023         | 21:05 CET  | Stade rochelais       | 30 - 7  | Stade toulousain      | Stade Marcel-Deflandre | Canal+          | 15e journée de Top 14  | 3e         |
| 28 janvier 2023        | 21:05 CET  | Racing 92             | 39 - 36 | Stade rochelais       | Paris La Défense Arena | Canal+          | 16e journée de Top 14  | 3e         |
| 4 février 2023         | 17:00 CET  | Stade rochelais       | 16 - 20 | LOU rugby             | Stade Marcel-Deflandre | Rugby+          | 17e journée de Top 14  | 4e         |
| 18 février 2023        | 17:00 CET  | Castres olympique     | 17 - 32 | Stade rochelais       | Stade Pierre-Fabre     | Rugby+          | 18e journée de Top 14  | 4e         |
| 25 février 2023        | 17:00 CET  | Stade rochelais       | 32 - 16 | CA Brive              | Stade Marcel-Deflandre | Rugby+          | 19e journée de Top 14  | 4e         |
| 4 mars 2023            | 17:15 CET  | Section paloise       | 32 - 36 | Stade rochelais       | Stade du Hameau        | Canal+ Sport    | 20e journée de Top 14  | 2e         |
| 25 mars 2023           | 21:05 CET  | Union Bordeaux Bègles | 6 - 36  | Stade rochelais       | Matmut Atlantique      | Canal+          | 21e journée de Top 14  | 2e         |
| 15 avril 2023          | 21:05 CEST | Stade rochelais       | 26 - 6  | Aviron bayonnais      | Stade Marcel-Deflandre | Canal+          | 22e journée de Top 14  | 2e         |
| 22 avril 2023          | 15:00 CEST | Stade rochelais       | 26 - 13 | ASM Clermont          | Stade Marcel-Deflandre | Canal+ Sport    | 23e journée de Top 14  | 2e         |
| 6 mai 2023             | 21:05 CEST | RC Toulon             | 8 - 23  | Stade rochelais       | Stade Vélodrome        | Canal+          | 24e journée de Top 14  | 2e         |
| 13 mai 2023            | 17:00 CEST | Montpellier HR        | 42 - 31 | Stade rochelais       | GGL Stadium            | Rugby+          | 25e journée de Top 14  | 2e         |
| 28 mai 2023            | 21:05 CEST | Stade rochelais       | 14 - 10 | Stade français Paris  | Stade Marcel-Deflandre | Canal+          | 26e journée de Top 14  | 2e         |
| Phase finale du Top 14 |            |                       |         |                       |                        |                 |                        |            |
| 10 juin 2023           | 17:00 CEST | Stade rochelais       | 24 - 13 | Union Bordeaux Bègles | Stade d'Anoeta         | Canal+          | Demi-finales du Top 14 |            |
| 17 juin 2023           | 21:00 CEST | Stade toulousain      | 29 - 26 | Stade rochelais       | Stade de France        | France 2 Canal+ | Finale du Top 14       |            |

Évolution du classement :
Le graphique qui aurait dû être présenté ici ne peut pas être affiché car il utilise l'ancienne extension Graph, désactivée pour des questions de sécurité. Des indications pour créer un nouveau graphique avec la nouvelle extension Chart sont disponibles ici.

#### Classement Top 14
| Rang | Club                  | J  | V  | N | D  | Bo | Bd | Pm  | Pe  | Diff | Pts |
| ---- | --------------------- | -- | -- | - | -- | -- | -- | --- | --- | ---- | --- |
| 1    | Stade toulousain      | 26 | 17 | 1 | 8  | 9  | 2  | 682 | 474 | +208 | 81  |
| 2    | Stade rochelais C1    | 26 | 17 | 0 | 9  | 7  | 3  | 673 | 479 | +194 | 78  |
| 3    | Lyon OU               | 26 | 14 | 1 | 11 | 4  | 5  | 688 | 626 | +62  | 67  |
| 4    | Stade français Paris  | 26 | 13 | 2 | 11 | 5  | 6  | 616 | 480 | +136 | 67  |
| 5    | Racing 92             | 26 | 14 | 1 | 11 | 5  | 3  | 734 | 684 | +50  | 66  |
| 6    | Union Bordeaux Bègles | 26 | 13 | 1 | 12 | 4  | 5  | 576 | 501 | +75  | 63  |
| 7    | RC Toulon C2          | 26 | 14 | 0 | 12 | 3  | 2  | 588 | 557 | +31  | 61  |
| 8    | Aviron bayonnais P    | 26 | 13 | 1 | 12 | 2  | 2  | 596 | 662 | -66  | 58  |
| 9    | Castres olympique     | 26 | 13 | 1 | 12 | 1  | 2  | 532 | 635 | -103 | 57  |
| 10   | ASM Clermont          | 26 | 11 | 1 | 14 | 4  | 6  | 588 | 627 | -39  | 56  |
| 11   | Montpellier HR T      | 26 | 11 | 0 | 15 | 4  | 6  | 624 | 617 | +7   | 54  |
| 12   | Section paloise       | 26 | 10 | 1 | 15 | 5  | 5  | 591 | 634 | -43  | 52  |
| 13   | USA Perpignan         | 26 | 10 | 0 | 16 | 0  | 3  | 503 | 724 | -221 | 43  |
| 14   | CA Brive              | 26 | 7  | 0 | 19 | 1  | 7  | 440 | 731 | -291 | 36  |

Phase finale
- 1er et 2e : demi-finales
- 3e à 6e : barrages

Relégation en Pro D2 2023-2024
- 13e : match d'accession
- 14e : relégation

Abréviations
- T : Tenant du titre
- P : Promu de Pro D2
- C1 : Vainqueur de la Champions Cup 2022-2023
- C2 : Vainqueur de la Challenge Cup 2022-2023

#### Affluences
Le graphique qui aurait dû être présenté ici ne peut pas être affiché car il utilise l'ancienne extension Graph, désactivée pour des questions de sécurité. Des indications pour créer un nouveau graphique avec la nouvelle extension Chart sont disponibles ici.

#### Statistiques

##### Meilleurs réalisateurs (Top 5)
| Rang | Joueur         | Poste            | Points | Essais | Transformations | Pénalités | Drops |
| ---- | -------------- | ---------------- | ------ | ------ | --------------- | --------- | ----- |
| 1    | Antoine Hastoy | Demi d'ouverture | 232    | 3      | 38              | 47        | 0     |
| 2    | Dillyn Leyds   | Ailier           | 53     | 6      | 4               | 5         | 0     |
| 3    | Jules Favre    | Centre           | 39     | 2      | 4               | 7         | 0     |
| 4    | Hugo Reus      | Demi d'ouverture | 35     | 0      | 10              | 5         | 0     |
| 5    | Teddy Thomas   | Ailier           | 30     | 6      | 0               | 0         | 0     |

##### Meilleurs buteurs
| Rang | Joueur         | Poste            | Points | Transformations | Pénalités | Drops |
| ---- | -------------- | ---------------- | ------ | --------------- | --------- | ----- |
| 1    | Antoine Hastoy | Demi d'ouverture | 217    | 38              | 47        | 0     |
| 2    | Hugo Reus      | Demi d'ouverture | 35     | 10              | 5         | 0     |
| 3    | Jules Favre    | Centre           | 29     | 4               | 7         | 0     |
| 4    | Dillyn Leyds   | Ailier           | 23     | 4               | 5         | 0     |
| 5    | Jules Le Bail  | Demi de mêlée    | 8      | 4               | 0         | 0     |
| 6    | Pierre Popelin | Demi d'ouverture | 7      | 2               | 1         | 0     |

##### Meilleurs marqueurs
| Rang | Joueur                       | Poste            | Essais |
| ---- | ---------------------------- | ---------------- | ------ |
| 1    | Teddy Thomas                 | Ailier           | 6      |
| 1    | Dillyn Leyds                 | Ailier           | 6      |
| 3    | Pierre Boudehent             | Centre           | 5      |
| 3    | Pierre Bourgarit             | Talonneur        | 5      |
| 3    | Joel Sclavi                  | Pilier gauche    | 5      |
| 6    | Ulupano Seuteni              | Centre           | 4      |
| 7    | Paul Boudehent               | Troisième ligne  | 3      |
| 7    | Levani Botia                 | Centre           | 3      |
| 7    | Harry Glynn                  | Demi d'ouverture | 3      |
| 7    | Antoine Hastoy               | Demi d'ouverture | 3      |
| 7    | Tawera Kerr-Barlow           | Demi de mêlée    | 3      |
| 7    | Rémi Picquette               | Deuxième ligne   | 3      |
| 7    | Yoan Tanga Mangene           | Troisième ligne  | 3      |
| 14   | Martin Alonso Munoz          | Ailier           | 2      |
| 14   | Thomas Berjon                | Demi de mêlée    | 2      |
| 14   | Levani Botia                 | Centre           | 2      |
| 14   | Rémi Bourdeau                | Troisième ligne  | 2      |
| 14   | Jules Favre                  | Centre           | 2      |
| 14   | Kyle Hatherell               | Troisième ligne  | 2      |
| 14   | Thierry Paiva                | Pilier gauche    | 2      |
| 14   | Romain Sazy                  | Deuxième ligne   | 2      |
| 14   | William Skelton              | Deuxième ligne   | 2      |
| 23   | Grégory Alldritt             | Troisième ligne  | 1      |
| 23   | Uini Atonio                  | Pilier droit     | 1      |
| 23   | Léo Aouf                     | Pilier gauche    | 1      |
| 23   | Hoani Bosmorin               | Ailier           | 1      |
| 23   | Georges-Henri Colombe Reazel | Pilier droit     | 1      |
| 23   | Brice Dulin                  | Arrière          | 1      |
| 23   | Matthias Haddad              | Troisième ligne  | 1      |
| 23   | Sacha Idoumi                 | Talonneur        | 1      |
| 23   | Samuel Lagrange              | Talonneur        | 1      |
| 23   | Quentin Lespiaucq            | Talonneur        | 1      |
| 23   | Raymond Rhule                | Ailier           | 1      |

### Champions Cup
Lors de la saison 2022-2023 de la Champions Cup le Stade rochelais fait partie de la poule B et est opposé aux anglais de  Northampton Saints et aux irlandais de  Ulster Rugby.

#### Résumé
Les matches du Stade rochelais de la Champions Cup 2022-2023 :
| Date                                        | Heure      | Domicile           | Score   | Extérieur          | Stade                  | Diffusion TV           | Journée                           | Classement |
| ------------------------------------------- | ---------- | ------------------ | ------- | ------------------ | ---------------------- | ---------------------- | --------------------------------- | ---------- |
| Phase de groupes de Champions Cup (poule B) |            |                    |         |                    |                        |                        |                                   |            |
| 10 décembre 2022                            | 18:30 CET  | Stade rochelais    | 46 - 12 | Northampton Saints | Stade Marcel-Deflandre | France 4 beIN Sports 2 | 1re journée de la Champions Cup   | 2e         |
| 17 décembre 2022                            | 18:30 CET  | Ulster Rugby       | 29 - 36 | Stade rochelais    | Aviva Stadium          | France 4 beIN Sports 2 | 2e journée de la Champions Cup    | 1e         |
| 14 janvier 2023                             | 18:30 CET  | Stade rochelais    | 7 - 3   | Ulster Rugby       | Stade Marcel-Deflandre | beIN Sports 2          | 3e journée de la Champions Cup    | 2e         |
| 21 janvier 2023                             | 14:00 CET  | Northampton Saints | 13 - 31 | Stade rochelais    | Franklin's Gardens     | beIN Sports 2          | 4e journée de la Champions Cup    | 1e         |
| Phases finales de la Champions Cup          |            |                    |         |                    |                        |                        |                                   |            |
| 1er avril 2023                              | 18:30 CEST | Stade rochelais    | 29 - 26 | Gloucester Rugby   | Stade Marcel-Deflandre | France 4 beIN Sports 2 | 8e de finale de la Champions Cup  |            |
| 9 avril 2023                                | 16:00 CEST | Stade rochelais    | 24 - 10 | Saracens           | Stade Marcel-Deflandre | France 2 beIN Sports   | 1/4 de finale de la Champions Cup |            |
| 30 avril 2023                               | 16:00 CEST | Stade rochelais    | 47 - 28 | Exeter Chiefs      | Matmut Atlantique      | France 2 beIN Sports   | 1/2 de finale de la Champions Cup |            |
| 20 mai 2023                                 | 17:45 CEST | Leinster Rugby     | 26 - 27 | Stade rochelais    | Aviva Stadium          | France 2 beIN Sports   | Finale de la Champions Cup        |            |

#### Affluences
Le graphique qui aurait dû être présenté ici ne peut pas être affiché car il utilise l'ancienne extension Graph, désactivée pour des questions de sécurité. Des indications pour créer un nouveau graphique avec la nouvelle extension Chart sont disponibles ici.

#### Statistiques

##### Meilleurs réalisateurs (Top 5)
| Rang | Joueur             | Poste            | Points | Essais | Transformations | Pénalités | Drops |
| ---- | ------------------ | ---------------- | ------ | ------ | --------------- | --------- | ----- |
| 1    | Antoine Hastoy     | Demi d'ouverture | 97     | 1      | 25              | 14        | 0     |
| 2    | Tawera Kerr-Barlow | Demi de mêlée    | 25     | 5      | 0               | 0         | 0     |
| 3    | Pierre Bourgarit   | Talonneur        | 20     | 4      | 0               | 0         | 0     |
| 3    | Ulupano Seuteni    | Centre           | 20     | 4      | 0               | 0         | 0     |
| 5    | Grégory Alldritt   | Troisième ligne  | 15     | 3      | 0               | 0         | 0     |

##### Meilleurs buteurs
| Rang | Joueur         | Poste            | Points | Transformations | Pénalités | Drops |
| ---- | -------------- | ---------------- | ------ | --------------- | --------- | ----- |
| 1    | Antoine Hastoy | Demi d'ouverture | 92     | 25              | 14        | 0     |

##### Meilleurs marqueurs
| Rang | Joueur                       | Poste            | Essais |
| ---- | ---------------------------- | ---------------- | ------ |
| 1    | Tawera Kerr-Barlow           | Demi de mêlée    | 5      |
| 2    | Pierre Bourgarit             | Talonneur        | 4      |
| 2    | Ulupano Seuteni              | Centre           | 4      |
| 4    | Grégory Alldritt             | Troisième ligne  | 3      |
| 5    | Brice Dulin                  | Arrière          | 2      |
| 5    | Quentin Lespiaucq            | Talonneur        | 2      |
| 5    | Raymond Rhule                | Centre           | 2      |
| 5    | Teddy Thomas                 | Ailier           | 2      |
| 9    | Levani Botia                 | Centre           | 1      |
| 9    | Pierre Boudehent             | Centre           | 1      |
| 9    | Georges-Henri Colombe Reazel | Pilier droit     | 1      |
| 9    | Jonathan Danty               | Centre           | 1      |
| 9    | Antoine Hastoy               | Demi d'ouverture | 1      |
| 9    | Dillyn Leyds                 | Ailier           | 1      |
| 9    | Joel Sclavi                  | Pilier droit     | 1      |

### Supersevens
Pour la troisième édition du Supersevens la compétition de rugby à 7 se déroule en quatre étapes. Trois étapes qualificatives en août dans trois villes différentes :
- Perpignan le 13 août au Stade Aimé-Giral
- La Rochelle le 20 août au Stade Marcel-Deflandre
- Pau le 28 août au Stade du Hameau

Au cours de chacune des 3 étapes de classement, 28 matches de deux fois 7 minutes sont disputées.
Les vainqueurs d'étape et les meilleures équipes du classement général de cette tournée estivale se retrouvent forment un top 8 pour ensuite  se disputer le titre de champion de France lors de la grande finale organisée le 19 novembre 2022 à la Paris La Défense Arena. Les 14 équipes du Top 14 participent au tournoi ainsi que les Barbarians français et Monaco rugby sevens.
C'est le manager des espoirs, Sébastien Morel qui sera à la tête de l'équipe pendant le tournoi du Supersevens.
| Nom                | Naissance        | Nationalité sportive | Club actuel                      | Statut                        | Sélection pour l'étape | Sélection pour l'étape | Sélection pour l'étape | Sélection pour l'étape |
| Nom                | Naissance        | Nationalité sportive | Club actuel                      | Statut                        | Perpignan              | La Rochelle            | Pau                    | Nanterre (finale)      |
| ------------------ | ---------------- | -------------------- | -------------------------------- | ----------------------------- | ---------------------- | ---------------------- | ---------------------- | ---------------------- |
| Hugo Aubry         | 28 janvier 2003  | France               | Stade rochelais                  | Espoir                        | ✔️                     | ❌                     | ✔️                     | ❌                     |
| Thomas Berjon      | 12 avril 1998    | France               | Stade rochelais                  | Professionnel                 | ❌                     | ✔️                     | ❌                     | ❌                     |
| Nathan Bollengier  | 18 janvier 2004  | France               | Stade rochelais                  | Espoir                        | ✔️                     | ✔️                     | ❌                     | ✔️                     |
| Hoani Bosmorin     | 27 décembre 1996 | France               | Stade rochelais                  | Espoir                        | ✔️                     | ✔️                     | ✔️                     | ✔️                     |
| Mathis Brunet      | 31 juillet 2003  | France               | Stade rochelais                  | Espoir                        | ✔️                     | ✔️                     | ✔️                     | ✔️                     |
| Sydney Coubard     | 2 juillet 2004   | France               | Stade rochelais                  | Espoir                        | ❌                     | ❌                     | ✔️                     | ❌                     |
| Pierre Depret      | 21 janvier 2004  | France               | Stade rochelais                  | Espoir                        | ✔️                     | ❌                     | ✔️                     | ❌                     |
| Jules Favre        | 22 mars 1999     | France               | Stade rochelais                  | Professionnel                 | ❌                     | ✔️                     | ❌                     | ❌                     |
| Luca Gaboriau      | 20 avril 2004    | France               | Stade rochelais                  | Espoir                        | ❌                     | ❌                     | ✔️                     | ✔️                     |
| Harry Glynn        | 22 août 2001     | Angleterre           | Stade rochelais                  | Espoir (groupe professionnel) | ❌                     | ✔️                     | ❌                     | ✔️                     |
| Jeff Goufan        | 18 juin 1999     | France               | Niort rugby club                 | Amateur                       | ✔️                     | ✔️                     | ❌                     | ❌                     |
| Nils Guyon         | 9 septembre 2003 | France               | Union Cognac Saint-Jean-d'Angély | Amateur                       | ✔️                     | ✔️                     | ❌                     | ✔️                     |
| Mateo Jeantieu     | 7 août 2000      | France               | Stade rochelais                  | Espoir                        | ✔️                     | ❌                     | ✔️                     | ❌                     |
| Alexandre Kaddouri | 12 décembre 2003 | France               | Stade rochelais                  | Espoir                        | ❌                     | ❌                     | ✔️                     | ❌                     |
| Romain Lamit       | 21 mars 2003     | France               | Stade rochelais                  | Espoir                        | ✔️                     | ✔️                     | ✔️                     | ✔️                     |
| Baptiste Larrouy   | 22 mars 2004     | France               | Stade rochelais                  | Espoir                        | ❌                     | ❌                     | ✔️                     | ❌                     |
| Ike Anagu          | 2 mars 2003      | Afrique du Sud       | Stade rochelais                  | Espoir                        | ❌                     | ✔️                     | ❌                     | ✔️                     |
| Tom Marché         | 10 juin 2002     | France               | Niort rugby club                 | Amateur                       | ✔️                     | ✔️                     | ❌                     | ❌                     |
| Victor Olivier     | 31 août 2001     | France               | Stade rochelais                  | Espoir (groupe professionnel) | ✔️                     | ✔️                     | ❌                     | ✔️                     |
| Thibault Rabourdin | 10 juin 2002     | France               | Stade rochelais                  | Espoir (groupe professionnel) | ✔️                     | ✔️                     | ❌                     | ✔️                     |
| Édouard Richer     | 17 avril 2004    | France               | Stade rochelais                  | Espoir                        | ❌                     | ❌                     | ❌                     | ✔️                     |
| Vasco Rocard       | 7 février 2000   | France               | Stade rochelais                  | Espoir                        | ❌                     | ✔️                     | ✔️                     | ❌                     |
| Léo Sauvetre       | 14 février 2002  | France               | Stade rochelais                  | Espoir                        | ✔️                     | ❌                     | ❌                     | ✔️                     |
| Maxime Tetlow      | 22 avril 2004    | France               | Stade rochelais                  | Espoir                        | ✔️                     | ✔️                     | ✔️                     | ✔️                     |
| Elouan Troadec     | 13 juillet 2003  | France               | Stade rochelais                  | Espoir                        | ❌                     | ❌                     | ✔️                     | ❌                     |
| William Wright     | 3 mars 2004      | France               | Stade rochelais                  | Espoir                        | ✔️                     | ❌                     | ✔️                     | ❌                     |

#### Étape de Perpignan
L'étape de Perpignan se déroule le 13 août 2022 au Stade Aimé-Giral :
| Équipe 1            | Score   | Équipe 2             | Catégorie                   |
| ------------------- | ------- | -------------------- | --------------------------- |
| Stade rochelais     | 26 - 05 | Montpellier HR       | 1/8 de finale               |
| Monaco rugby sevens | 35 - 00 | Stade rochelais      | 1/4 de finale               |
| Stade rochelais     | 14 - 26 | Stade français Paris | Match de classement (5e-8e) |

À l'issue de la première étape du tournoi, le Stade rochelais se classe à la 8e place du classement général.

#### Étape de La Rochelle
L'étape de La Rochelle se déroule le 20 août 2022 au Stade Marcel-Deflandre :
| Équipe 1        | Score   | Équipe 2         | Catégorie                   |
| --------------- | ------- | ---------------- | --------------------------- |
| Stade rochelais | 41 - 12 | Montpellier HR   | 1/8 de finale               |
| Section paloise | 29 - 12 | Stade rochelais  | 1/4 de finale               |
| Stade rochelais | 17 - 21 | Aviron bayonnais | Match de classement (5e-8e) |

Le club termine cette manche en 7e position. À l'issue de la deuxième étape du tournoi, le Stade rochelais se classe à la 8e place du classement général.

#### Étape de Pau
L'étape de Pau se déroule le 27 août 2022 au Stade du Hameau :
| Équipe 1        | Score   | Équipe 2        | Catégorie                    |
| --------------- | ------- | --------------- | ---------------------------- |
| Stade rochelais | 19 - 26 | USA Perpignan   | 1/8 de finale                |
| ASM Clermont    | 49 - 7  | Stade rochelais | Match de classement (9e-16e) |

Le club termine cette manche en 15e position. À l'issue de la troisième étape du tournoi, le Stade rochelais se classe à la 8e place du classement général. Le club est donc qualifié pour l'étape finale du Supersevens 2022 à Paris La Défense Arena (Nanterre) le 19 novembre 2022.

#### Étape finale de Nanterre
L'étape finale de Nanterre se déroule le 19 novembre 2022 à la Paris La Défense Arena :
Cette finale regroupe le top 8 du classement général des trois étapes soit : 
- Les deux vainqueurs : la Section paloise (Perpignan et 2e) et Monaco rugby sevens (La Rochelle, Pau et 1er)
- Les autres équipes qui complètent le top 8 : le Racing 92 (3e), les Barbarians français (4e), le Stade français Paris  (5e), l'Union Bordeaux Bègles (6e), l'Aviron bayonnais (7e) et le Stade rochelais (8e).

| Équipe 1            | Score   | Équipe 2              | Catégorie                   |
| ------------------- | ------- | --------------------- | --------------------------- |
| Monaco rugby sevens | 25 - 12 | Stade rochelais       | 1/4 de finale               |
| Stade rochelais     | 05 - 24 | Barbarians français   | Match de classement (5e-8e) |
| Stade rochelais     | 19 - 24 | Union Bordeaux Bègles | Match de classement (5e-8e) |

À l'issue de l'étape finale du tournoi, le Stade rochelais se classe à la 8e place du classement finale de l'édition 2022 du Supersevens.

## Sélections internationales
| Joueur              | Pays      | Poste            | Appelés pour les compétitions | Appelés pour les compétitions | Appelés pour les compétitions | Sélections (points) |
| Joueur              | Pays      | Poste            | The Rugby Championship 2022   | Tournée d'automne 2022        | Tournoi des Six Nations 2023  | Sélections (points) |
| ------------------- | --------- | ---------------- | ----------------------------- | ----------------------------- | ----------------------------- | ------------------- |
| Joel Sclavi         | Argentine | Pilier droit     | ✔️                            | ❌                            |                               | 6 (0)               |
| William Skelton     | Australie | Deuxième ligne   | ❌                            | ✔️                            | 3 (0)                         |                     |
| Martin Alonso Munoz | Espagne   | Ailier           |                               | ✔️                            | 1 (0)                         |                     |
| Levani Botia        | Fidji     | Centre           | ✔️                            | 2 (0)                         |                               |                     |
| Grégory Alldritt    | France    | Troisième ligne  | ✔️                            | ✔️                            | 8 (0)                         |                     |
| Antoine Hastoy      | France    | Demi d'ouverture | ❌                            | ✔️                            | 0 (0)                         |                     |
| Uini Atonio         | France    | Pilier droit     | ✔️                            | ✔️                            | 6 (5)                         |                     |
| Paul Boudehent      | France    | Troisième ligne  | ❌                            | ✔️                            | 0 (0)                         |                     |
| Pierre Boudehent    | France    | Centre           | ✔️                            | ❌                            | 0 (0)                         |                     |
| Pierre Bourgarit    | France    | Talonneur        | ✔️                            | ❌                            | 0 (0)                         |                     |
| Jonathan Danty      | France    | Centre           | ✔️                            | ✔️                            | 5 (5)                         |                     |
| Thomas Lavault      | France    | Deuxième ligne   | ✔️                            | ✔️                            | 0 (0)                         |                     |
| Rémi Picquette      | France    | Deuxième ligne   | ✔️                            | ❌                            | 0 (0)                         |                     |
| Yoan Tanga Mangene  | France    | Troisième ligne  | ✔️                            | ✔️                            | 0 (0)                         |                     |
| Reda Wardi          | France    | Pilier gauche    | ✔️                            | ✔️                            | 7 (0)                         |                     |
| Ulupano Seuteni     | Samoa     | Centre           | ✔️                            |                               | 3 (5)                         |                     |

## Récompenses individuelles
- Grégory Alldritt : Troisième ligne centre de l'équipe type 2022 de World Rugby
- Grégory Alldritt : Joueur de la 1re journée du Top 14
- Grégory Alldritt : Joueur du mois de septembre du Top 14
- Yoan Tanga Mangene : Joueur du mois de novembre du Top 14
- Reda Wardi : Joueur de la 15e journée du Top 14
- Antoine Hastoy : Joueur du mois de janvier du Top 14
- Yoan Tanga Mangene : Joueur de la 21e journée du Top 14
- Kyle Hatherell : Joueur du mois d'avril du Top 14
- Grégory Alldritt : Joueur de la saison 2022-2023 de l'EPCR
- Brice Dulin :   Oscar Europe du Midi Olympique
- Grégory Alldritt :   Oscar d'or du Midi Olympique
- Grégory Alldritt : Troisième ligne centre de l'équipe type de la saison du Top 14
- Uini Atonio : Pilier droit de l'équipe type de la saison du Top 14
- Reda Wardi : Pilier gauche de l'équipe type de la saison du Top 14
- Ronan O'Gara : Trophée du Manager sportif de l'année 2023 de TPS Conseil